# Football aux Jeux sud-asiatiques de 1995
Navigation
Édition précédente Édition suivante
En 1995, la septième édition du Football aux Jeux d'Asie du Sud a eu lieu du 19 au 27 décembre en Inde, dans la ville de Madras. 
La compétition a été organisée par la Fédération de football d'Asie du Sud.
L'inde remporte son troisième titre en battant le Bangladesh en finale, huit ans après son second titre.

## Compétition

### Groupe A
| Équipe    | J | V | N | D | BM | BE | DB | Pts |
| --------- | - | - | - | - | -- | -- | -- | --- |
| Inde      | 1 | 1 | 0 | 0 | 1  | 0  | +1 | 3   |
| Sri Lanka | 1 | 0 | 0 | 1 | 0  | 1  | -1 | 0   |

     Équipe qualifiée; Pts = points; J = joués; G = gagnés; N = nuls; P = perdus;

Bp = buts pour; Bc = buts contre; Diff = différence de buts
| Date        | Équipe 1 | Résultat | Équipe 2  |
| ----------- | -------- | -------- | --------- |
| 23 décembre | Inde     | 1 - 0    | Sri Lanka |

### Groupe B
| Équipe     | J | V | N | D | BM | BE | DB | Pts |
| ---------- | - | - | - | - | -- | -- | -- | --- |
| Bangladesh | 2 | 1 | 1 | 0 | 2  | 1  | +1 | 4   |
| Népal      | 1 | 1 | 0 | 1 | 2  | 2  | 0  | 3   |
| Maldives   | 1 | 0 | 1 | 1 | 0  | 1  | -1 | 1   |

     Équipe qualifiée; Pts = points; J = joués; G = gagnés; N = nuls; P = perdus;

Bp = buts pour; Bc = buts contre; Diff = différence de buts
| Date        | Équipe 1   | Résultat | Équipe 2 |
| ----------- | ---------- | -------- | -------- |
| 19 décembre | Népal      | 1 - 0    | Maldives |
| 21 décembre | Bangladesh | 0 - 0    | Maldives |
| 23 décembre | Bangladesh | 2 - 1    | Népal    |

### Demi-Finale
| 25 décembre 1995 | Bangladesh | 0 – 0 (4-3) | Sri Lanka | Madras |  |
|                  |            |             |           |        |  |

| 25 décembre 1995 | Inde | 3 – 0 | Népal | Madras |  |
|                  |      |       |       |        |  |

### Match pour la3eplace
| 27 décembre 1995 | Sri Lanka | 0 – 0 (5-3) | Népal | Madras |  |
|                  |           |             |       |        |  |

### Finale
| 27 décembre 1995 | Inde | 1 – 0 | Bangladesh | Madras |
|                  | Paha |       |            |        |